# Hemilepidotus hemilepidotus
Hemilepidotus hemilepidotus és una espècie de peix pertanyent a la família dels còtids.

## Descripció
- Fa 51 cm de llargària màxima i 1.110 g de pes.
- Nombre de vèrtebres: 35.
- És de color variable: predominantment vermell, de vegades brillant i amb taques de color marró, blanc i negre per tot arreu.[3][4][5]

## Alimentació
Els adults mengen crancs, pagellides i musclos.

## Hàbitat
És un peix marí, demersal i de clima temperat (66°N-34°N) que viu entre 0-450 m de fondària.

## Distribució geogràfica
Es troba al Pacífic nord: des de Kamtxatka, i al llarg de les illes del Comandant i les Aleutianes, fins a l'illa de Saint Paul (mar de Bering) i la badia de Monterrey (Califòrnia, els Estats Units).

## Observacions
És inofensiu i bo de menjar per als humans.